# Стишовит
Стишовит — минерал, одна из модификаций кремнезёма, образующаяся при высоких давлениях и температурах. Был впервые получен искусственно в 1961 году советским физиком Сергеем Стишовым, по фамилии которого и был назван.

## История открытия
Эксперименты по превращениям кварца и коэсита при сверхвысоких давлениях (более 135 тыс. атмосфер) и высоких температурах (1200—1400°С) проводились в 1961 году в Институте физики высоких давлений Академии наук СССР. Ими занимался молодой аспирант Сергей Стишов. 19 апреля 1961 года эксперимент был завершён. Сергей Стишов вспоминал об этом так:

И вот закончен последний опыт. Характерный шум при разгрузке пресса, открывается зона графитового нагревателя с платиновой ампулой. В ампуле экспериментальный образец. Вскрываю ампулу кусачками. Извлекаю немного вещества и рассматриваю его под микроскопом. Впервые вижу неизвестный волокнистый материал с редкими игольчатыми образованиями, а также и аккуратными удлиненными монокристалликами. Провожу необходимые исследования. Рентгенограмма свидетельствует о веществе с неизвестной для кремнезема структурой, как у рутила (оксида титана).

Статья об эксперименте была опубликована С. М. Стишовым и С. В. Поповой в октябрьском номере журнала «Геохимия» за 1961 год. А уже в декабре 1961 года Стишов получил письмо от сотрудника Геологической службы США доктора Эдварда Чао. В этом письме говорилось, что в Аризонском метеоритном кратере был обнаружен такой же минерал, какой в СССР был получен искусственно. Чао писал, что он решил назвать его «стишовит». Статья об открытии стишовита в Аризонском метеоритном кратере была опубликована в номере Journal of Geophysical Research за январь 1962 года.
Позднее стишовит был обнаружен также в импактитах в Баварии и в Якутии, в составе метеоритов, в ксенолитах из кимберлитов, а также в породах метаморфических комплексов мантийного происхождения.
Очень вероятно, что стишовит относится к числу первых минералов, которые появились на Земле в процессе её формирования.